# Tania Australis
Tania Australis, eller My Ursae Majoris (μ Ursae Majoris, förkortat My Uma, μ UMa) som är stjärnans Bayer-beteckning, är en dubbelstjärna i den sydöstra delen av stjärnbilden Stora Björnen och ingår i baktassen hos björnen. Den har en skenbar magnitud på +3,06 och är synlig för blotta ögat där ljusföroreningar ej förekommer. Baserat på parallaxmätningar i Hipparcos-uppdraget på 14,2 mas beräknas den befinna sig på ca 230 ljusårs (71 parsek) avstånd från solen.

## Nomenklatur
My Ursae Majoris de traditionella namnen Tania (delat med Lambda Ursae Majoris) och Tania Australis. Tania kommer från den arabiska frasen Al Fiḳrah al Thānia "Andra våren (för Gazellen)" och Australis (ursprungligen australis) är latin för "södra sidan". År 2016 organiserade Internationella astronomiska unionen en arbetsgrupp för stjärnnamn (WGSN) med uppgift att katalogisera och standardisera riktiga namn för stjärnor. WGSN fastställde i juli 2016 namnet Tania Australis för My Ursae Majoris, vilket nu ingår i listan över IAU-godkända stjärnnamn.

## Egenskaper
Primärstjärnan Tania Australis A är en röd till orange jättestjärna av spektralklass M0 IIIab. Den har en radie som är ca 75 gånger större än solens och utsänder ca 977 - 1 200 gånger mera energi än solen från dess fotosfär vid en effektiv temperatur på ca 3 900 K. Den klassificeras som en misstänkt variabel stjärna med en ljusstyrka som varierar från magnitud 2,99 till 3,33.
Tania Australis är en spektroskopisk dubbelstjärna med en följeslagare separerad med endast 0,2 AE från primärstjärnan, med ett avstånd på 71 parsek och med en omloppsperiod på 230 dygn.